# Bulyaheke
Bulyaheke è una circoscrizione rurale (rural ward) della Tanzania situata nel distretto di Sengerema, regione di Mwanza. Conta una popolazione di 35 378 abitanti (censimento 2012).